# Теория цветоощущения Гельмгольца
Тео́рия цветоощуще́ния Гельмго́льца (теория цветоощущения Юнга-Гельмгольца, трёхкомпонентная теория цветоощущения) — теория цветоощущения, предполагающая существование в глазу особых элементов для восприятия красного, зелёного и синего цветов. Восприятие других цветов обусловлено взаимодействием этих элементов. Сформулирована Томасом Юнгом и Германом Гельмгольцем.

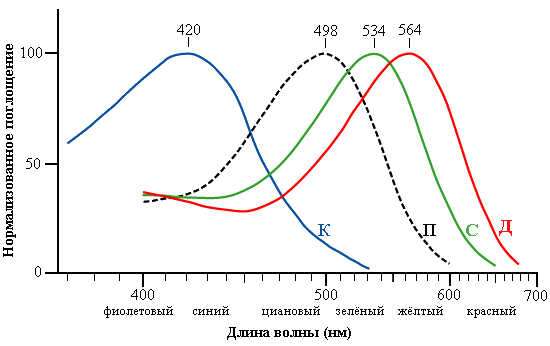
Чувствительность палочек (штриховая линия) и трёх типов колбочек к излучению с разной длиной волны

В 1959 году теория была экспериментально подтверждена Джорджом Уолдом и Полом Брауном из Гарвардского университета и Эдвардом Мак-Николом и Уильямом Марксом из Университета Джонса Хопкинса, которые обнаружили, что в сетчатке существует три (и только три) типа колбочек, которые чувствительны к свету с длиной волны 430, 530 и 560 нм, то есть к фиолетовому, зелёному и жёлто-зелёному цвету.
Теория Юнга—Гельмгольца объясняет восприятие цвета только на уровне колбочек сетчатки и не может объяснить все феномены цветоощущения, такие как цветовой контраст, цветовая память, цветовые последовательные образы, константность цвета и др., а также некоторые нарушения цветового зрения, например, цветовую агнозию.